# Trident Microsystems

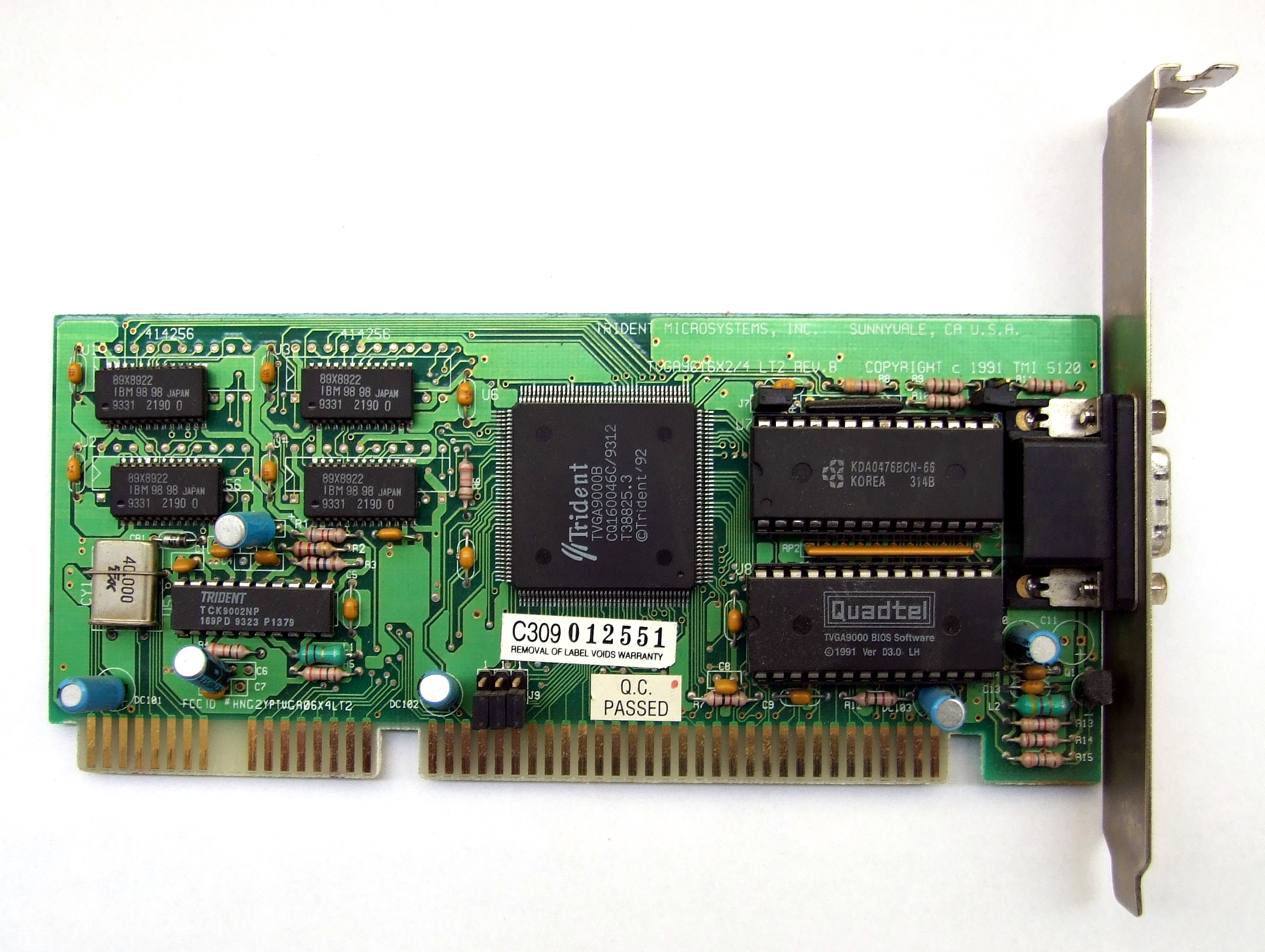
SVGA-Grafikkarte mit Trident TVGA9000-Chip und 512 KB Grafikspeicher.

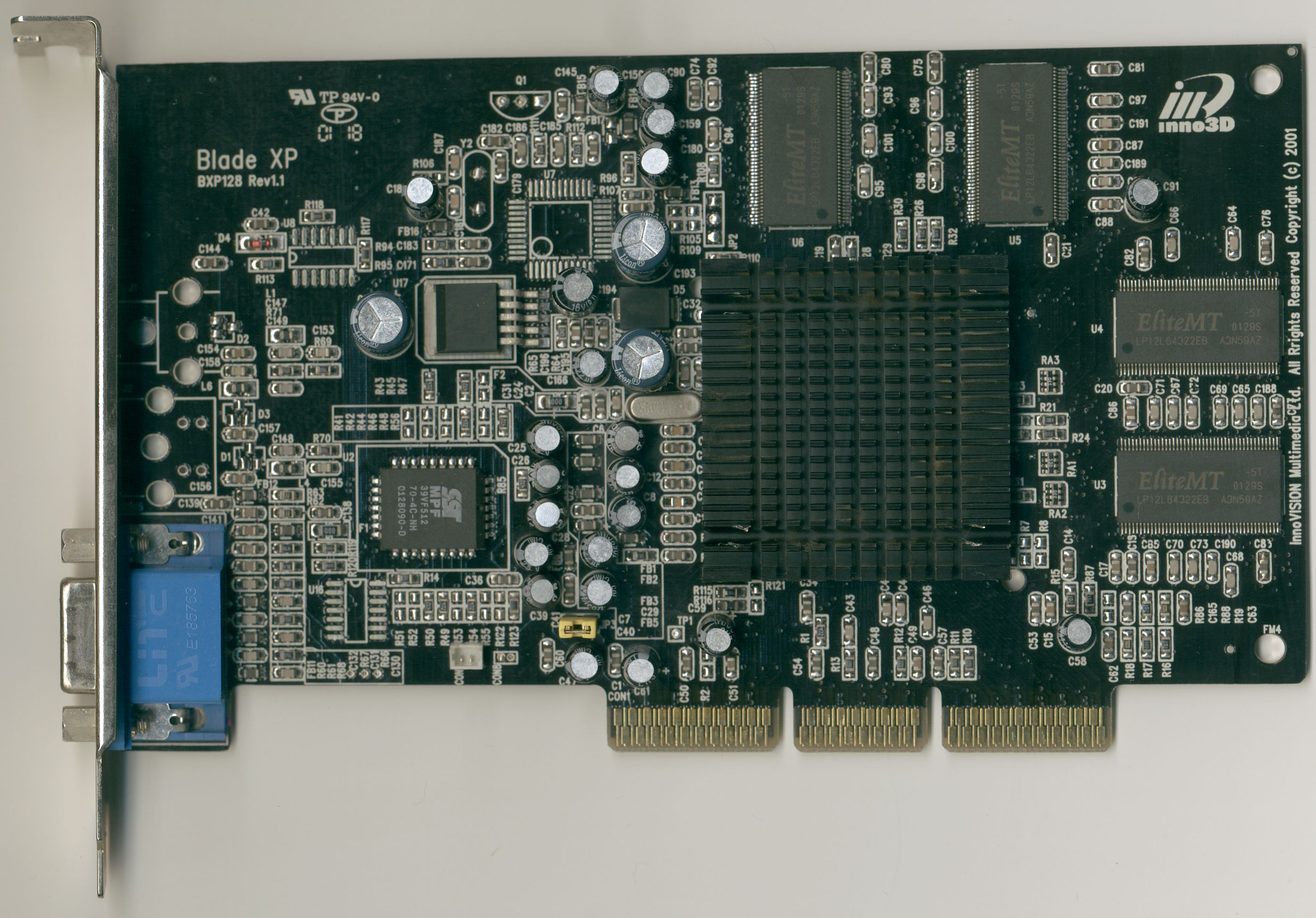
AGP-Grafikkarte mit Trident BladeXP

Trident Microsystems war ein US-amerikanischer Hersteller von Display-Prozessoren für Flachbildschirme wie TFTs oder Plasmabildschirme. Bis Mitte 2003 war Trident außerdem ein Anbieter von Grafikchips für PCs. Trident Microsystems wurde 1987 gegründet, von 1992 bis 2012 wurden die Aktien an der NASDAQ mit dem Kürzel „TRID“ gehandelt.

## Geschichte
In den späten 1980er wurde Trident zusammen mit Oak Technology bekannt für billige, relativ langsame Grafikchips. Besonders die TVGA-8900C wurde in vielen PCs der damaligen Zeit eingesetzt.
Mitte der 1990er konnte Trident mit der TVGA-9680 sogar zum damaligen Marktführer S3 Inc. aufschließen, verlor aber durch das Aufkommen der 3D-Grafikchips wieder den Anschluss.
Trident entwickelte zwar mit dem Blade 3D, dem Blade XP oder XP 4 mehrere 3D-Beschleuniger, die Produkte waren aber immer deutlich langsamer als die der Konkurrenz und wurden deshalb kaum von Grafikkartenherstellern benutzt.
Es gab auch einige Versuche, die Grafikkerne in Mainboard-Chipsätze zu integrieren, der Bekannteste dürfte der VIA MVP4 sein, allerdings waren diese Versuche nur von mäßigem Erfolg.
Etwas anders sah es im Notebook-Markt aus. Da dort 3D-Beschleunigung erst deutlich später populär wurde, konnte Trident mit Grafikchips mit embedded-DRAM einige Erfolge erzielen. Allerdings verlor man auch in diesem Markt später den Anschluss.
Aufgrund dieser schlechten Marktsituation kündigte Trident 2003 eine Umstrukturierung an und als Folge wurde die Grafiksparte Mitte 2003 an XGI Technology verkauft.
2009 übernahm Trident drei Produktlinien der „Consumer Division“ von Micronas, sowie  von NXP Semiconductors die Bereiche „Digital TV“ und „Settop-Box“.
Im Januar 2012 beantragte Trident in den USA Insolvenz nach Chapter 11.

## Grafikchips
Desktop

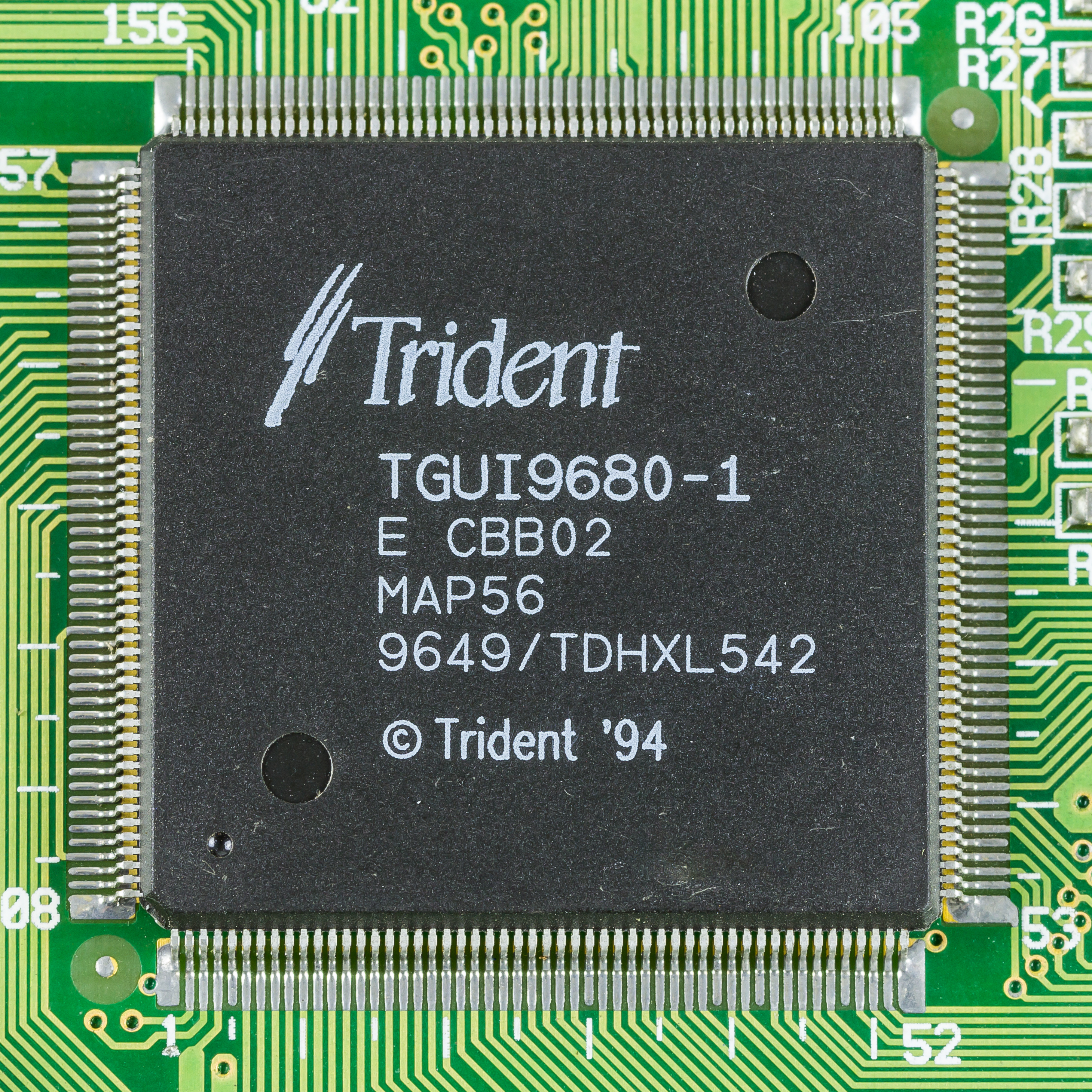
Trident TGUI9680

- 8800: (1988) – der erste SVGA-Chip von Trident (ISA) mit 512 KB Speicher
- 8900: High-Color-Unterstützung, 1 MB Speicher
- 9000: Single-Chip-Lösung für Low-Cost-Grafikkarten
- 92xx, 94xx: Der erste Windows Accelerator von Trident
- 9440: (1994) – Zum ersten Mal war die Leistung auf Höhe der Konkurrenz (2 MB Speicher, PCI/VLB)
- 9660: Ähnlich dem 9440 aber mit 64-Bit
- 9680, 9682, 9685: Multimedia-Beschleuniger für Video-Wiedergabe
- 3DImage975, 3DImage985: (1997) – Die ersten 3D-Beschleuniger von Trident (4 MB Speicher, PCI/AGP)
- Blade3D: (1999) – Die nächste Generation der 3D-Beschleuniger. Wurde u. a. in den VIA MVP4 integriert (8 MB Speicher, PCI/AGP)
- Blade XP
- XP4: Letzter 3D-Chip von Trident. Kam nie wirklich auf den Markt, wurde aber später von XGI als Volari V3 und Volari XP5 verkauft.

Notebook
- 93xx
- 9525DVD
- CyberBlade